# Gaobeidian
Gaobeidian is een stad in de noordoostelijke provincie Hebei, Volksrepubliek China. Gaobeidian is gelegen in de prefectuur Baoding en telt meer dan 500.000 inwoners.